# 隆背柔麗鯛
隆背柔麗鯛，為輻鰭魚綱鱸形目隆頭魚亞目慈鯛科的其中一種，分布於非洲馬拉威湖流域，棲息深度34-67公尺，體長可達6.4公分，棲息在底中層水域，生活習性不明。

## 擴展閱讀
維基物種上的相關：隆背柔麗鯛